# Ruta Nacional 8 (Argentina)
La Ruta Nacional 8 es una carretera argentina pavimentada que une las provincias de Buenos Aires, Santa Fe, Córdoba y San Luis. Desde el enlace con la Ruta Nacional 9 en el noroeste del Gran Buenos Aires, entre las localidades de El Talar, Área de Promoción El Triángulo, Ricardo Rojas e Ingeniero Pablo Nogués, hasta el enlace con la Ruta Provincial 55 en Villa Mercedes, provincia de San Luis, recorre 695 km, siendo autopista entre Ingeniero Pablo Nogués y Pergamino.

## Historia
La Ruta Nacional 8 no existió en el plan original de numeración de rutas nacionales del 3 de septiembre de 1935. Esta ruta se formó en 1943 con parte de la traza de la Ruta Nacional 9 desde Buenos Aires hasta Pergamino, la Ruta Nacional 186, desde esta ciudad hasta Río Cuarto, y la Ruta Nacional 160, desde esta ciudad cordobesa hasta Villa Mercedes.
Este camino se encuentra pavimentado desde el año 1940, por lo que a partir de ese momento era la vía obligada para acceder a las ciudades de San Luis y Mendoza. Esto cambió a mediados de la década de 1970 cuando se terminó el pavimento de la Ruta Nacional 7 uniendo también con un camino de tránsito permanente Buenos Aires con Villa Mercedes, pero con una traza más directa y 31 km más corta. La ruta 7 pasó a ser la principal vía entre Buenos Aires y Mendoza.
Mediante el Decreto Nacional 1595 del año 1979 se prescribió que el tramo entre la Avenida General Paz y Pilar (43,7 km) pasara a jurisdicción provincial. La Provincia de Buenos Aires se hizo cargo del mismo en 1988, cambiándose su denominación a Ruta Provincial 8.
Desde 1980 se accede al inicio de esta ruta por el Acceso Norte Ingeniero Pascual Palazzo (Decreto N.º 17/1981) "Ruta Panamericana" Ruta Nacional 9.
Desde 1990 el tramo desde Pilar hasta Villa Mercedes pertenece administrativamente al Corredor Vial Nacional N.º 4, compartiendo fracciones con las Rutas Nacionales 33, 36, 38, 193, A-005, y así se concesionó.
El 2 de noviembre de 2006 se suscribió el acta de posesión de la concesión por peaje para la construcción, mantenimiento, administración y explotación de una autopista entre Pilar y Pergamino a favor de la unión transitoria de empresas Corporación América - Helport., esta unión de empresas luego pasó a denominarse Corredor Americano S. A., en 2008, se dio por suspendida la obra cuando solo se habían concluido 9 km sin colectoras (del total de 180 km previstos), hasta el acceso a Capilla del Señor, habilitando una estación de peaje en el km 66 que se sumaba a la ya existente en el km 102. Debido a la paralización de las obras, el 16 de junio de 2010 la Dirección Nacional de Vialidad y la empresa concesionaria firmaron un acuerdo de extinción de contrato supeditado al acuerdo del Poder Ejecutivo Nacional. Seis días más tarde este último emitió un decreto revocando el contrato. En 2014 se presentó el proyecto para convertirla en autopista, que abarca 170 kilómetros, la Autopista Pilar Pergamino vinculará a las ciudades de Pilar, Capilla del Señor, San Antonio de Areco, Capitán Sarmiento, Arrecifes y Pergamino. La traza para los primeros 100 km se desarrollará por la actual traza de la RN 8, mientras que los 80 km restantes serían construidos a nuevo. aunque a pesar de la rescisión, se continúa cobrando en la estación de peaje de Larena.
Actualmente, dicha extensión es ejecutada por la Dirección Nacional de Vialidad, trabajándose simultáneamente en los tramos Intersección Ruta Provincial 39 – Parada Robles, Parada Robles – Acceso a San Antonio de Areco, Variante Arrecifes y Circunvalación de Pergamino finalizandose en septiembre de 2023.

## Ciudades
A continuación se indican los cascos de población por los que pasa esta ruta de este a oeste. Las localidades con 500-5000 habitantes se muestran en itálica.

### Provincia de Buenos Aires
Recorrido: 252 km (km 32 a km 284)
Gran Buenos Aires
(km 32 a km 93)
- Partido de Tigre: El Talar
- Partido de Malvinas Argentinas: Área de Promoción El Triángulo, Ingeniero Pablo Nogués y Tortuguitas
- Partido de Escobar: Garín y Maquinista F. Savio
- Partido del Pilar: Lagomarsino, Manuel Alberti, Del Viso, La Lonja, Pilar (km 52), Manzanares (km 59), y Fátima (km 63).
- Partido de Exaltación de la Cruz: Parada Robles (km 78).

Interior de la Provincia de Buenos Aires
- Partido de San Andrés de Giles: Solís (km 98).
- Partido de San Antonio de Areco: San Antonio de Areco (km 113), lateral a zona urbana y acceso a Duggan (km 129)
- Partido de Capitán Sarmiento: Capitán Sarmiento (km 147), lateral a zona urbana
- Partido de Arrecifes: Arrecifes (km 177), transita por zona urbana,Todd (km 182) y Viña (km 191)
- Partido de Pergamino: Juan Anchorena (km 207),  Fontezuela (km 214),  Pergamino (km 223), acceso semaforizado en zona urbana. Luego se gira 90° a la izquierda, y se superpone con la Ruta Nacional 188, y se desconecta a 4 km, girando a la derecha 60°, y a 100 m un paso a nivel de FFCC, y acceso a Mariano H. Alfonzo (km 248). En 2006 se presentó el proyecto para convertirla en autopista, con final de obra previsto para 2014. La obra que abarca 170 kilómetros, fue planificada por la Dirección Nacional de Vialidad. La Autopista Pilar Pergamino vincula a las ciudades de Pilar, Capilla del Señor, San Antonio de Areco, Capitán Sarmiento, Arrecifes y Pergamino. La traza para los primeros 100 km se desarrollará por la actual traza de la RN 8, mientras que los 80 km restantes serían construidos a nuevo.  Vialidad Nacional trabaja en la obra y actualmente se está trabajando en concretar el proyecto.[10][11][12]
- Partido de Rojas: Sin poblaciones de más de 500 habitantes.
- Partido de Colón:  El Arbolito (km 261), Colón (km 275), lateral a zona urbana.

### Provincia de Santa Fe
Recorrido: 118 km (km 284 a 402)
- Departamento General López: Acceso a Wheelwright (km 294), Hughes (km 303) y Venado Tuerto (km 370), nuevamente contacto con zona urbana céntrica.

### Provincia de Córdoba
Recorrido: 292 km (km 402 a 694)
- Departamento Marcos Juárez: Arias (km 410) y Alejo Ledesma (km 432)
- Departamento Unión: Canals (km 455)
- Departamento Juárez Celman: La Carlota (km 500) y Villa Reducción (km 557)
- Departamento Río Cuarto: Río Cuarto (km 607), Santa Catalina (km 615), Las Vertientes (km 632), Sampacho (km 650) y Chaján (km 681)

### Provincia de San Luis
Recorrido: 33 km (km 694 a 727)
- Departamento General Pedernera:Juan Jorba (km 719),Villa Mercedes (km 727)

## Recorrido
A continuación se muestra en forma esquemática, el recorrido de esta carretera:
|  |  | RM |

|  | RMq | RMIhoeq |  |

|  |  | GRENZE |

|  | WASSERq | RMoW2 | WASSERq |

|  |  | RMIdu | STRq |

|  | STRq | RMIdo | STRq |

|  | WASSERq | RMoW2 | WASSERq |

| lDAMPF |  | SKRZ-Go |  |

|  | STRq | RMIdu | STRq |

|  | WASSERq | RMoW2 | WASSERq |

|  | STRq | RMIdo | STRq |

|  | STRq | RMIdu |  |

|  | WASSERq | RMoW2 | WASSERq |

|  | WASSERq | RMoW2 | WASSERq |

|  |  | GRENZE |

|  | RMq | RMIcu | RMq |

| lDAMPF |  | SKRZ-Go |  |

|  | STRq | RMIto2eq |  |

|  |  | STR |

|  | STRq | KRZ | STRq |

|  | WASSERq | WBRÜCKE1 | WASSERq |

|  | WASSERq | WBRÜCKE1 | WASSERq |

|  |  | STR |

|  | STRq | KRZ | STRq |

| lDAMPF |  | SKRZ-Go |  |

|  |  | GRENZE |

|  | WASSERq | WBRÜCKE1 | WASSERq |

|  | WASSERq | WBRÜCKE1 | WASSERq |

|  | WASSERq | WBRÜCKE1 | WASSERq |

|  | WASSERq | WBRÜCKE1 | WASSERq |

|  | STRq | KRZlr+lr | STRq |

|  | WASSERq | WBRÜCKE1 | WASSERq |

|  | STRq | TEEeq |  |

|  | WASSERq | WBRÜCKE1 | WASSERq |

|  | WASSERq | WBRÜCKE1 | WASSERq |

|  |  | STR |

|  | WASSERq | WBRÜCKE1 | WASSERq |

| FLUG | STRq | TEEeq |  |

|  | WASSERq | WBRÜCKE1 | WASSERq |

|  | WASSERq | WBRÜCKE1 | WASSERq |

|  | WASSERq | WBRÜCKE1 | WASSERq |

|  |  | STR |

|  | WASSERq | WBRÜCKE1 | WASSERq |

|  | WASSERq | WBRÜCKE1 | WASSERq |

|  | WASSERq | WBRÜCKE1 | WASSERq |

|  | STRq | TEEeq |  |

|  | STRq | KRZlr+lr | STRq |

|  | WASSERq | WBRÜCKE1 | WASSERq |

|  | WASSERq | WBRÜCKE1 | WASSERq |

|  | WASSERq | WBRÜCKE1 | WASSERq |

|  |  | STR |

|  | WASSERq | WBRÜCKE1 | WASSERq |

|  | WASSERq | WBRÜCKE1 | WASSERq |

|  |  | STR |

|  | STRq | MWNODEl |  |

|  | STRq | TEEeq |  |

|  | STRq | TEEeq |  |

|  | WASSERq | WBRÜCKE1 | WASSERq |

|  |  | TEEaq | STRq |

|  | STRq | MWNODEl |  |

| lDAMPF |  | SKRZ-GBUE |  |

| FLUG |  | TEEaq | STRq |

|  |  | STR |

|  | STRq | TEEeq |  |

|  | STRq | TEEeq |  |

|  |  | TEEaq | STRq |

| FLUG | STRq | TEEeq |  |

|  | STRq | KRZ | STRq |

|  | STRq | MWNODEl |  |

|  | STRq | MWNODEl |  |

|  |  | STR |

|  | GRZq | STR+GRZq | GRZq |

|  |  | STR |

|  | WASSERq | WBRÜCKE1 | WASSERq |

|  | WASSERq | WBRÜCKE1 | WASSERq |

|  | STRq | TEEeq |  |

|  | WASSERq | WBRÜCKE1 | WASSERq |

|  |  | SKRZ-GBUE |

|  | STRq | TEEeq |  |

|  |  | STR |

|  | WASSERq | WBRÜCKE1 | WASSERq |

|  |  | STR |

|  | STRq | KRZ | STRq |

|  | STRq | TEEeq |  |

| lDAMPF |  | SKRZ-GBUE |  |

|  |  | TEEaq | STRq |

|  |  | STR |

| lDAMPF |  | SKRZ-GBUE |  |

|  | STRq | TBHF | STRq |

|  |  | STR |

|  |  | GRENZE |

|  |  | STR |

|  |  | TEEaq | STRq |

|  |  | STR |

|  | GRZq | STR+GRZq | GRZq |

|  |  | STR |

|  | STRq | TEEeq |  |

|  |  | STR |

|  | STRq | TEEeq |  |

|  |  | TEEaq | STRq |

|  |  | STR |

|  | WASSERq | WBRÜCKE1 | WASSERq |

|  | STRq | TBHF | STRq |

|  |  | STR |

|  |  | TEEaq | STRq |

|  |  | STR |

|  |  | TEEaq | STRq |

|  |  | STR |

|  | STRq | ABZgr+r |  |

|  | WASSERq | WBRÜCKE1 | WASSERq |

|  |  | STR |

| lDAMPF |  | SKRZ-GBUE |  |

| FLUG |  | TEEaq | STRq |

|  | STRq | TEEeq |  |

|  | WASSERq | WBRÜCKE1 | WASSERq |

|  |  | ABZgl+l | STRq |

|  | WASSERq | WBRÜCKE1 | WASSERq |

|  | WASSERq | WBRÜCKE1 | WASSERq |

|  |  | STR |

|  | WASSERq | WBRÜCKE1 | WASSERq |

| lDAMPF |  | SKRZ-GBUE |  |

|  | WASSERq | WBRÜCKE1 | WASSERq |

|  | STRq | TEEeq |  |

| lDAMPF |  | SKRZ-GBUE |  |

|  |  | GRENZE |

|  |  | STR |

|  | WASSERq | WBRÜCKE1 | WASSERq |

|  |  | STR |

|  | WASSERq | WBRÜCKE1 | WASSERq |

|  |  | STR |

|  | GRZq | STR+GRZq | GRZq |

|  |  | STR |

|  |  | TEEaq | STRq |

|  |  | STR |

|  | STRq | TEEeq |  |

|  |  | STR |

| FLUG | STRq | TEEeq |  |

|  | RMq | SKRZ-Au | RMq |

| lDAMPF |  | SKRZ-GBUE |  |

|  | STRq | KRZ | STRq |

## Cabinas de peaje y servicios
Referencias:,
El Reglamento prohíbe el pago de peaje cuando el tiempo de espera supera los 2 min
- km 35: Cabina de peaje (Tortuguitas)
- km 36: Estación de servicio ACA (Tortuguitas)
- km 50: Estación de servicio Shell (Pilar)
- km 54: Estación de servicio ACA (Pilar)
- km 57: estación de servicio ESSO GNC (Pilar)
- km 66: Cabina de Peaje (Arroyo Larena, Pilar).
- km 67: Estación de servicio Shell (Pilar)
- km 78: Estación de servicio YPF (Parada Robles)
- km 78: Estación de servicio Shell (Parada Robles)
- km 102: Cabina de peaje (Solís)
- km 112: Estación de servicio Esso GNC (San Antonio de Areco)
- km 112: Estación de servicio MH (ex YPF)GNC (San Antonio de Areco)
- km 116: Estación de servicio Shell (San Antonio de Areco)
- km 145: Estación de servicio Shell GNC (Capitán Sarmiento)
- km 145: Estación de servicio YPF GNC (Capitán Sarmiento)
- km 171: Estación de servicio ACA (Arrecifes)
- km 173: Estación de servicio GNC (Arrecifes)
- km 206: Estación de servicio YPF (Urquiza)
- km 222: Estación de servicio ESSO (Pergamino)
- km 223: Estación de servicio YPF CRIPER SACITAFI (Pergamino)
- estación de servicio YPF GNC, Ruta 8 y Azcuénaga (Pergamino)
- km 224: Estación de servicio Shell (Pergamino)
- km 227: Estación de servicio Oil Combustibles (Pergamino)
- estación de servicio GNC, Ruta 8 y Bv. 50 (Colón)
- km 274: Estación de servicio Shell (Colón)
- km 279: Estación de servicio Petrobras (Colón)
- km 286: Estación de servicio Rhasa (Wheelwright)
- km 302: Estación de servicio YPF (Hughes)
- km 303: Estación de servicio Shell (Hughes)
- km 364  Estación de servicio Oyrsa GNC (Venado Tuerto)
- km 368: Estación de servicio Shell (Venado Tuerto)
- Estación de servicio ACA (Venado Tuerto)
- km 371: Estación de servicio YPF (Venado Tuerto)
- km 381: Cabina de peaje (Venado Tuerto)
- km 410: Estación de servicio YPF (Arias)
- km 455: Estación de servicio ACA (Canals)
- km 500: Estación de servicio YPF GNC (La Carlota)
- km 501: Estación de servicio EG3 GNC (La Carlota)
- km 560: Estación de Petrobras (Villa Reducción) (en el 559 antes había una YPF pero la misma no funciona más)
- km 607: Estación de servicio Shell (Río Cuarto)
- km 607: Estación de servicio GNC (Río Cuarto)
- km 650: Estación de servicio "GNC Sampacho"
- km 655: Cabina de peaje (Sampacho)
- km 656: Estación de servicio YPF (Sampacho)
- km 662: Estación de servicio YPF (Suco)
- km 723: Estación de servicio YPF (Villa Mercedes)

## Empresas de Micros larga distancia
Actualmente, en toda o parte de la Ruta 8, circulan las siguientes empresas:
- Nueva Chevallier S.A.

- Autotransporte San Juan S.A.

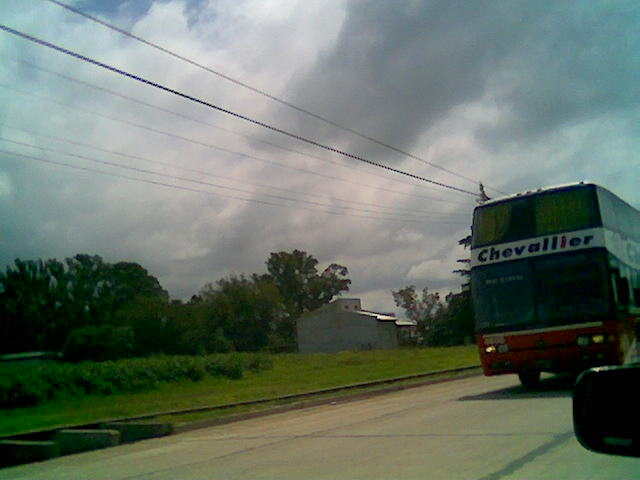
Ómnibus de la empresa Nueva Chevallier en el acceso a Arias.

- Autotransporte San Juan - Mar Del Plata
- Central Argentino S.A.
- Del Sur Y Media Agua
- Plusultra - Mercobus
- Zenit
- El Rápido Internacional
- Andesmar
- Empresa Argentina S.A.
- CATA S.A.
- Expreso del Oeste
- Sierras Cordobesas S.R.L.
- TUS
- Valle de Calamuchita
- Pullman General Belgrano
- Monticas
- Coata Córdoba - Córdoba S.R.L

## Estado del camino
De Buenos Aires hasta Pergamino la ruta es una autopista. El resto es mano y contramano (salvo un pequeño tramo de Río Cuarto que hay una autopista en construcción). El camino está concesionado hasta el enlace con la Ruta Nacional 7 en Villa Mercedes. Desde Capitán Sarmiento hasta Arrecifes hay muchas ondulaciones-cuchillas (Pampa Ondulada) que anulan la visión del que viene de la otra mano, por lo que hay 30 km en los que está prohibido adelantarse.

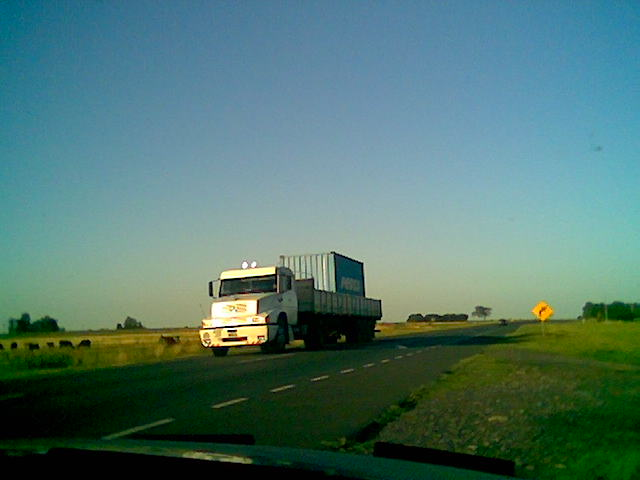
Ruta Nacional 8, Provincia de Santa Fe entre Wheelwright y Hughes.

Las épocas de cosecha generan un movimiento altísimo de camiones, que puede ocasionar demoras altas.
Los días de tormenta-lluvia se aconseja reducir la velocidad debido a que al no haber banquina pavimentada en caso de tener que realizar una maniobra de emergencia evasiva hacia el costado del camino se puede despistar el coche debido al barro, en especial vehículos pesados.
Con clima lluvioso se debe tener en cuenta la formación de "badenes" o charcos de agua, que en caso de no contar con cubiertas de buena calidad pueden ocasionar el despiste del vehículo.
Anteriormente en Pergamino (km 222 a 229) la carretera atravesaba sectores urbanos, con semáforos, curvas pronunciadas, empalmes con otras rutas y cruce de vías férreas a nivel. Era imposible evitarlo, porque la ciudad no poseía una avenida de circunvalación. Con alto tráfico de camiones las demoras podían oscilar los 30 minutos dentro de la ciudad. Todo esto se terminó cuando se inauguró la autopista que evita atravesar toda la ciudad.
A partir del km 284, en el ingreso a la provincia de Santa Fe, las banquinas se acrecientan y se hacen visibles los reductores de velocidad que se prevé que llegarán hasta la ciudad de Venado Tuerto (km 366 a 371).

## Policía de Seguridad Vial
Del Viso: 02320 - 470111, Pilar: 02322 - 430130, Capilla del Señor: 02323 - 491333, San Ant. de Areco: 02326 - 452113, Capitán Sarmiento: 02478 - 481255, Arrecifes: 02478 - 452559, Todd: 02478 - 492170, Viña: 02478 - 452521, Juan Anchorena: 02477 - 499115, Fontezuela: 02477 - 497122, Pergamino: 02477 - 423013, Colón: 02473 - 422222, Wheelwright: 02473 - 480313, Hughes: 02473 - 491013, Venado Tuerto: 03462 - 421613, Maggiolo: 03462 - 492005, Arias: 03468 - 441380, Alejo Ledesma: 03468 - 490209, Canals: 03463 - 423190, La Carlota: 03584 - 423147, Río Cuarto: 0358 - 4672978.

## Gestión
En 1990 se concesionaron con cobro de peaje las rutas más transitadas del país, dividiéndose éstas en Corredores Viales.
De esta manera esta ruta fue parte del Corredor Vial N.º 4 siendo la empresa ganadora de la licitación Caminos del Oeste, del Grupo Techint.
En el 2003 se renegociaron las concesiones, siendo la nueva empresa concesionaria Caminos de América.
Actualmente, desde el km. 56,99 (Pilar, Buenos Aires) hasta el km. 722,95 (Villa Mercedes, San Luis), la ruta se encuentra gestionada por el concesionario Corredor Central S.A.; pasando así, a pertenecer al Corredor Vial N.º 8.
En 2022 el presidente Alberto Fernández junto a Gabriel Katopodis anuncio la anulación de las concesión de Autopistas del Sol pasando toda la administración de la ruta a la concesionaría Corredores Viales (Dirección Nacional de Vialidad)